# Piotr Marek
Piotr Marek (ur. 30 listopada 1950 w Krakowie, zm. 5 sierpnia 1985 tamże) – polski wokalista, gitarzysta, autor tekstów, malarz, fotograf, lider zespołu Düpą.

## Życiorys
Nie ukończył żadnej szkoły średniej. Uczył się w Liceum Sztuk Plastycznych, z którego został wyrzucony. W młodości słuchał płyt The Doors, Black Sabbath, Jimiego Hendriksa i Franka Zappy, poza tym fascynował się Witkacym. Zajmował się fotografią i malarstwem, sprzedawał swoje obrazy za granicą. W wieku 20 lat dołączył do Związku Polskich Artystów Plastyków.
W 1981 wraz z Andrzejem Bieniaszem i Andrzejem Potoczkiem założył zespół Düpą. W 1985 z grupą planował zgłosić się na festiwal w Jarocinie.

## Śmierć
5 sierpnia 1985 Marek popełnił samobójstwo, wieszając się na strychu. Został pochowany na krakowskim Cmentarzu Salwatorskim.

## Upamiętnienie
W 1988 Püdelsi z Olgą Jackowską nagrali album pt. Bela Pupa zawierającą piosenki Marka.